# Seznam japonských vrtulníkových torpédoborců

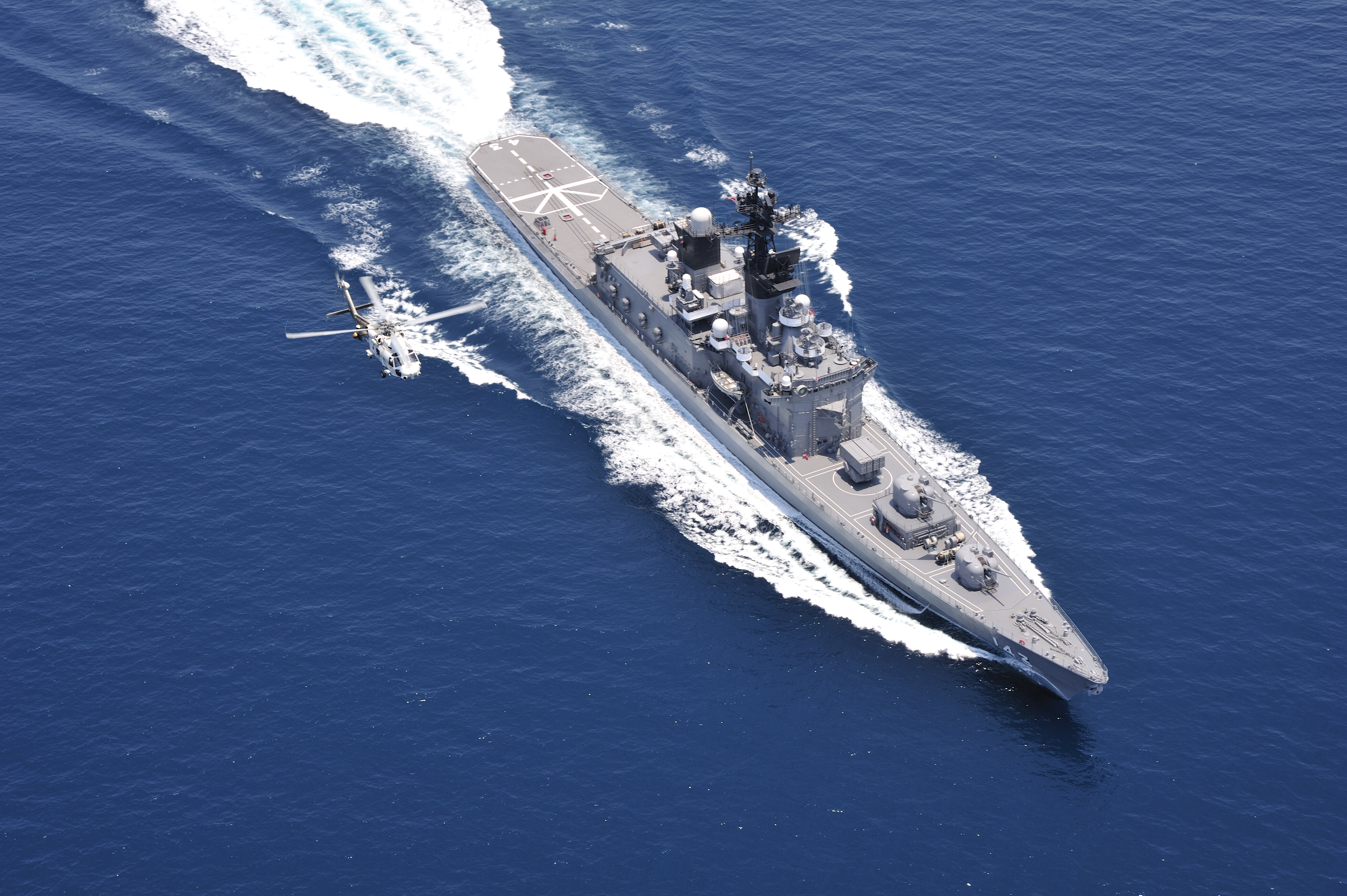
Širane (DDH-143)

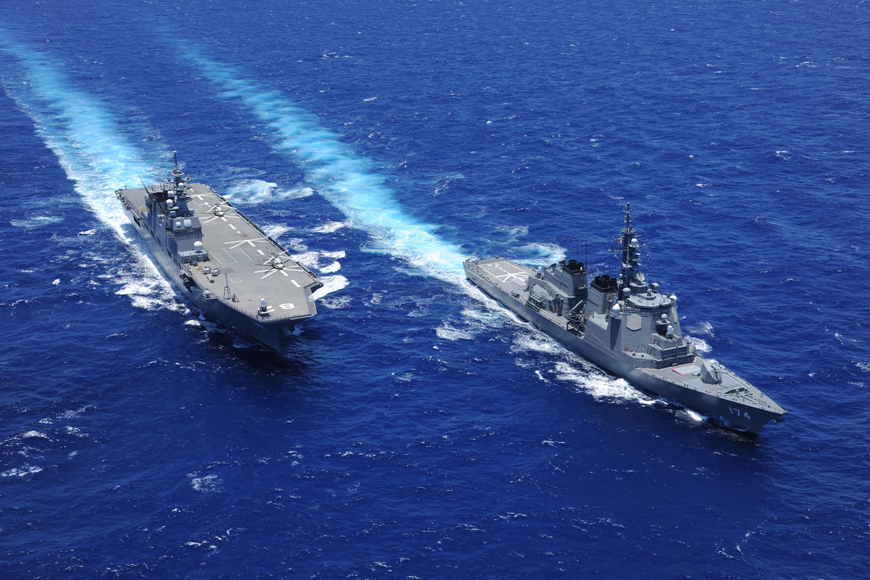
Ise (DDH-182) vlevo

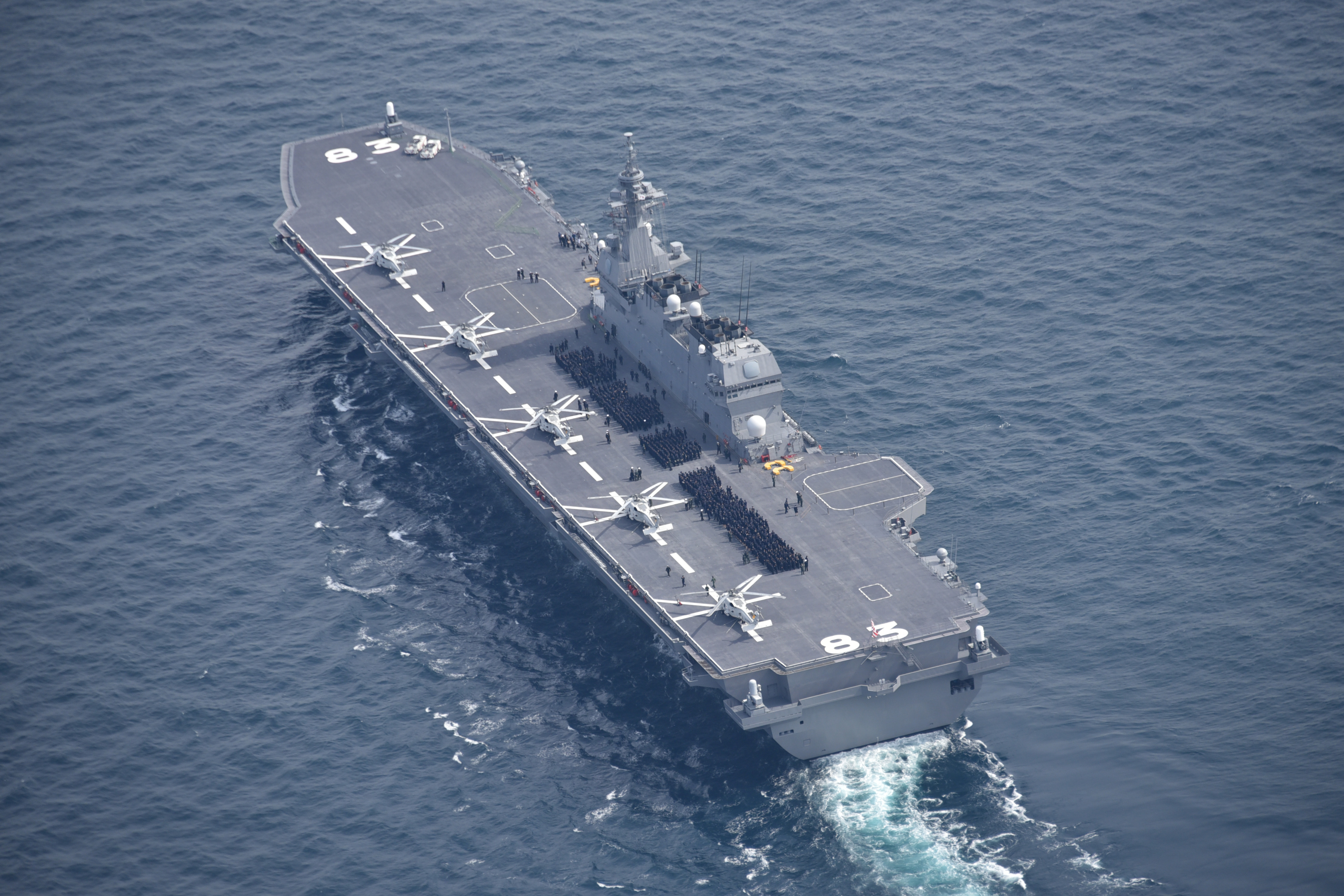
Izumo (DDH-183)

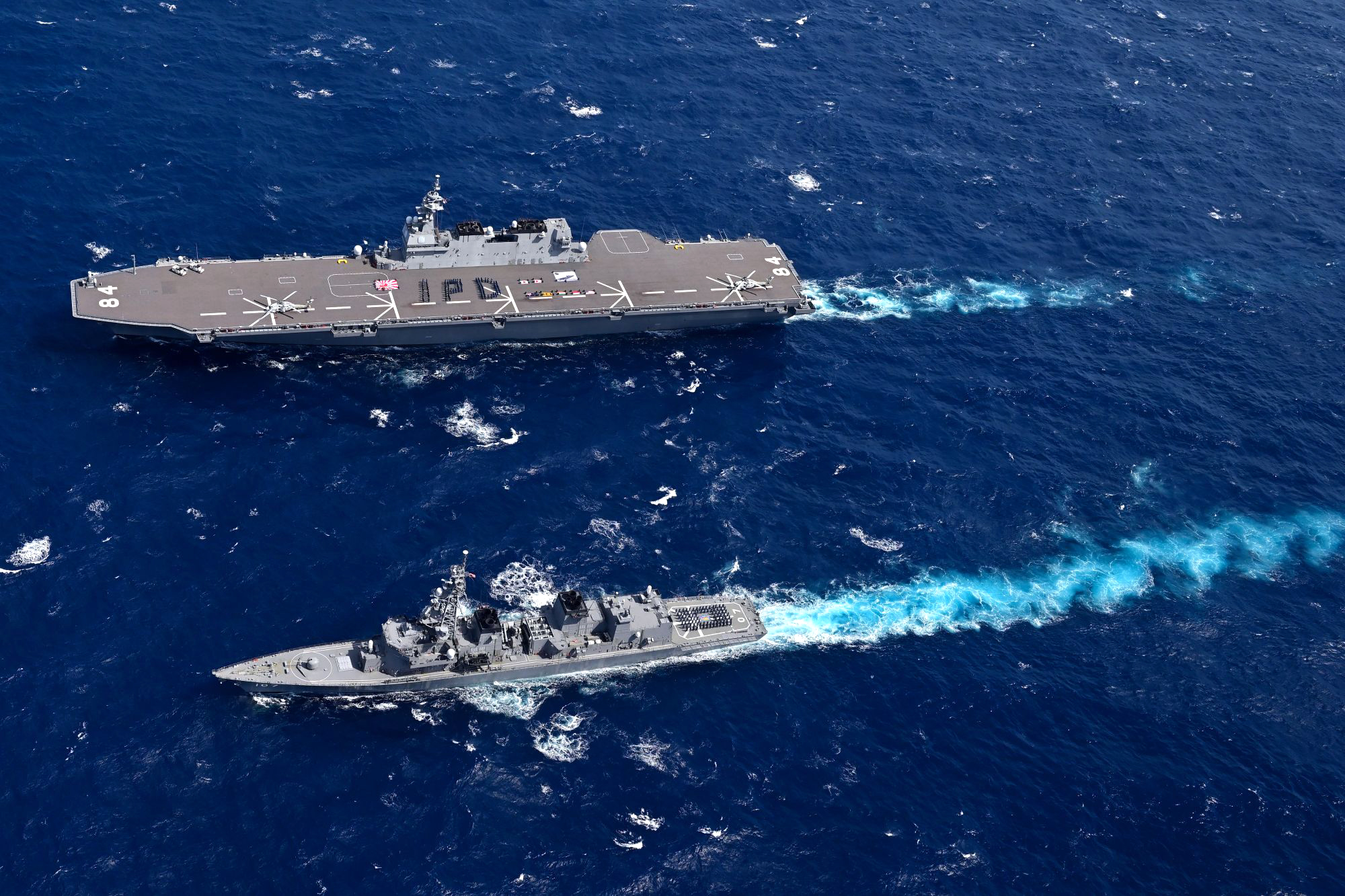
Kaga (DDH-184)

Seznam japonských vrtulníkových torpédoborců zahrnuje všechny vrtulníkové torpédoborce Japonských námořních sil sebeobrany.

## Seznam lodí

### TřídaHaruna
- Haruna (DDH-141) - vyřazena
- Hiei (DDH-142) - vyřazena

### TřídaŠirane
- Širane (DDH-143) - vyřazena
- Kurama (DDH-144) - vyřazena

### TřídaHjúga
- Hjúga (DDH-181) - aktivní
- Ise (DDH-182) - aktivní

### TřídaIzumo
- Izumo (DDH-183) - aktivní
- Kaga (DDH-184) - aktivní